# نوفه‌ساز
جَمر تلفن همراه یا اختلال‌گر تلفن همراه (به انگلیسی: mobile phone jammer) دستگاهی برای ایجاد نویز سفید در دامنه بالا ست که برای حذف امواج مؤثر فرکانس بالا استفاده می‌شود. در اصطلاح تجاری به این دستگاه کور کننده آنتن تلفن‌همراه یا مسدودکننده (به انگلیسی: blocker) نیز گفته می‌شود.

## سازوکار اثر
عملکرد اختلال‌گرها مسدودکننده‌های فرکانس بالا به‌طور خلاصه به این صورت است:
1. ایجاد نویز سفید.
2. مهار شبکه سلولی در یک قسمت از سلول هدف.
3. درنهایت با افزایش فوق‌العاده دامنه، توان سیگنال تولید شده اختلال‌گر، افزایش یافته و سیگنال مفید ارسالی را از بین می برد.

نتیجه این فرایند تخریب یک قسمت از شبکه مجازی سلولی مخابراتی و تخریب تمام سیگنال های فرکانس هدف در محدوده مؤثر دستگاه است.

## انواع اختلال‌گر
شکل اصلی و اولیه اختلال‌گر در بالا تشریح شد
اما اخیراً با پیشرفت روزافزون سرعت شبکه‌های مخابراتی و افزایش پهنای‌باند، نسل سوم و چهارم و شبکه بلوتوث، اختلال‌گرهایی جهت مهار این شبکه‌ها نیز تولید و روانه بازار شده‌است.

## عوارض
فرکانس بالای اینترنت نسل پنجم 5G ، موجب کاهش اهمیت تمامی فرکانس های دیگر شده است.
اختلال‌گرها (مسدودکننده آنتن موبایل) یکی از مورد بحث‌ترین عناصر الکترونیک- مخابرات در بین مهندسان پزشکی و دانشمندان علم طب هستند. این نگرانی‌ها به خاطر این هستند که تلفن همراه از خود امواج الکترومغناطیسی در مقیاس ریزموج تابش می‌کند. پس با در نظر گرفتن همین نکته که خود تلفن همراه امواج فرکانس بالایی تولید می‌کنند که موجب آسیب به بدن انسان می‌شود، استفاده از اختلال‌گر نیز درنتیجه موجب زیان خواهد شد.
پزشکان، حالت تهوع و پرخاشگری را ساده‌ترین عوارض این امواج معرفی کرده‌اند. اما در حالت‌‎های پیشرفته، ضعف نخاعی، کم سویی چشم، اختلال حواس، روانپریشی و حتی در مواردی نازایی زنان و نابارورسازی در مردان و حتی تولد نوزاد معلول را از عوارض این دستگاه معرفی نموده و برای استفاده از این دستگاه هشدار داده‌اند.
در ایالات متحده استفاده گسترده و طولانی مدت این دستگاه ممنوع شده و دادگاه ایالتی میشیگان ۶ ماه تا ۳ سال زندان جهت تولید و فروش این دستگاه در نظر گرفته‌است.
اتحادیه اروپایی نیز انگلستان را به عنوان تنها حمایت کننده از تولید اختلال‌گر تحت فشار قرار داده است.
تنها در کشور چین تولید و فروش این دستگاه قانونی و با حمایت چند کشور دیگر ادامه دارد.
ITU، سازمان تنظیم مقررات رادیویی جهانی نیز تولید و انتشار امواجی با فرکانس مورد استفاده در اختلال‌گرها ممنوع کرده‌است.
در ایران نیز، اخیراً وزارت بهداشت، درمان و آموزش پزشکی طی بخشنامه ای به تمامی دانشگاه های علوم پزشکی کشور از آن‌ها خواست جلوی استفاده از این دستگاه گرفته شود

## لینک به بیرون
- دانشنامه رشد بایگانی‌شده  در ۲۰۱۱-۱۰-۰۱ توسط Wayback Machine

http://en.wikipedia.org/wiki/Frequency
وزارت ارتباطات و فناوری اطلاعاتhttps://web.archive.org/web/20110717124645/http://www.ict.gov.ir/home-en.html
معاونت غذا و دارو معاونت غذا و دارو - معاونت غذا و دارو، وزارت بهداشت، درمان و آموزش پزشکیwww.behdasht.gov.ir/